# Saison 3 des Bracelets rouges
Chronologie
Saison 2
Cet article présente les épisodes de la troisième saison de la série télévisée française Les Bracelets rouges.
Après deux saisons à l'hôpital, la saison 3 montre la plupart des adolescents de retour chez eux, dans leur vie « normale ». La saison 3 commence, en effet, cinq mois après la fin de la saison 2. Côme, sorti du coma, fait toujours la voix off. De nouveaux personnages font leur apparition : Nour, atteinte d'un cancer du sein, ainsi que Jessica ayant besoin d'une greffe pour survivre et Iris dans le coma après un accident de voiture. Un malade plus âgé, interprété par Jacques Boudet, fait également partie de l'histoire. 
Côté production, la responsable de l'écriture des deux premières saisons, Marie Roussin, n'a pas souhaité continuer, indiquant qu'elle n'avait plus rien à raconter. Le réalisateur Nicolas Cuche a repris le flambeau pour diriger l'équipe de quatre scénaristes.

## Synopsis
Thomas, Roxane, Mehdi, Louise et Côme doivent réapprendre à vivre en dehors de l'hôpital, mais ce n'est pas aussi simple que ce qu'ils auraient pu imaginer. Clément compte les jours avant sa sortie mais appréhende pour la suite de leur amitié. Nour, une nouvelle patiente au caractère bien trempé, fait son arrivée à l'hôpital. Un revers de fortune va alors réunir les bracelets rouges de la pire manière possible.

## Acteurs principaux
Les acteurs principaux sont : 
- Tom Rivoire : Clément Simonet
- Audran Cattin : Thomas Lancret
- Azize Diabaté Abdoulaye : Mehdi Kamissoko
- Louna Espinosa : Roxane Ranson
- Mona Berard : Louise Marguet
- Marius Blivet : Côme Lartigue
- Hanane El Yousfi : Nour Vélachour
- Capucine Valmary : Jessica Bernard

## Liste des épisodes

### Épisode 1
- France :  9 mars 2020 sur TF1

- France : 4,56 millions de téléspectateurs (19,0 % de part de marché)

### Épisode 2
- France :  9 mars 2020 sur TF1

- France : 3,99 millions de téléspectateurs (20,4 % de part de marché)

### Épisode 3
- France :  16 mars 2020 sur TF1

- France : 5,46 millions de téléspectateurs (20,3 % de part de marché)

### Épisode 4
- France :  23 mars 2020 sur TF1

- France : 5,68 millions de téléspectateurs (20,8 % de part de marché)

### Épisode 5
- France :  30 mars 2020 sur TF1

- France : 5,69 millions de téléspectateurs (20,5 % de part de marché)

### Épisode 6
- France :  6 avril 2020 sur TF1

- France : 5,51 millions de téléspectateurs (19,7 % de part de marché)

### Épisode 7
- France :  13 avril 2020 sur TF1

- France : 5,76 millions de téléspectateurs (20 % de part de marché)

### Épisode 8
- France :  20 avril 2020 sur TF1

- France : 5,42 millions de téléspectateurs (19,4 % de part de marché)

## Diffusion
TF1 diffuse la troisième saison à partir du 9 mars 2020. Comme à chaque fois, il est prévu de les diffuser par deux épisodes mais le 16 mars, à la suite de l'épidémie de maladie à coronavirus et l'arrêt du tournage de plusieurs séries et téléfilms, la chaîne décide de ne plus diffuser qu'un seul épisode par soirée pour conserver des inédits plus longtemps.  

## Accueil critique
Dans Moustique, Hélène Delforge dresse le défi de cette saison 3 : « Attention au déjà vu et aux effets gros comme des maisons. L'écueil de la saison 3 est connu. Là où la deuxième affronte le risque de décevoir, c'est la lassitude qui menace la troisième ». Elle évoque la reprise de direction d'équipe par Nicolas Cuche : « Les fondamentaux, il les connaît. La barre est haut, mais le capitaine garde le cap fermement. Il joue même de scènes que l'on voit venir à des kilomètres pour créer le choc. À ses côtés, la bande d'acteurs a gardé son charisme. Ils n'ont pas changé... Mais évoluent. On trouvera parfois des événements prévisibles, on tiquera sur des redites, mais la machine repart. »